# Förderverein Nürnberger Felsengänge
Der Förderverein Nürnberger Felsengänge e.V. (Nürnberger Unterwelten) ist ein 1994 gegründeter Nürnberger Verein mit dem Ziel der Erforschung und Erweiterung der Kenntnisse über die historischen unterirdischen Anlagen in der Stadt  Nürnberg.

## Geschichte

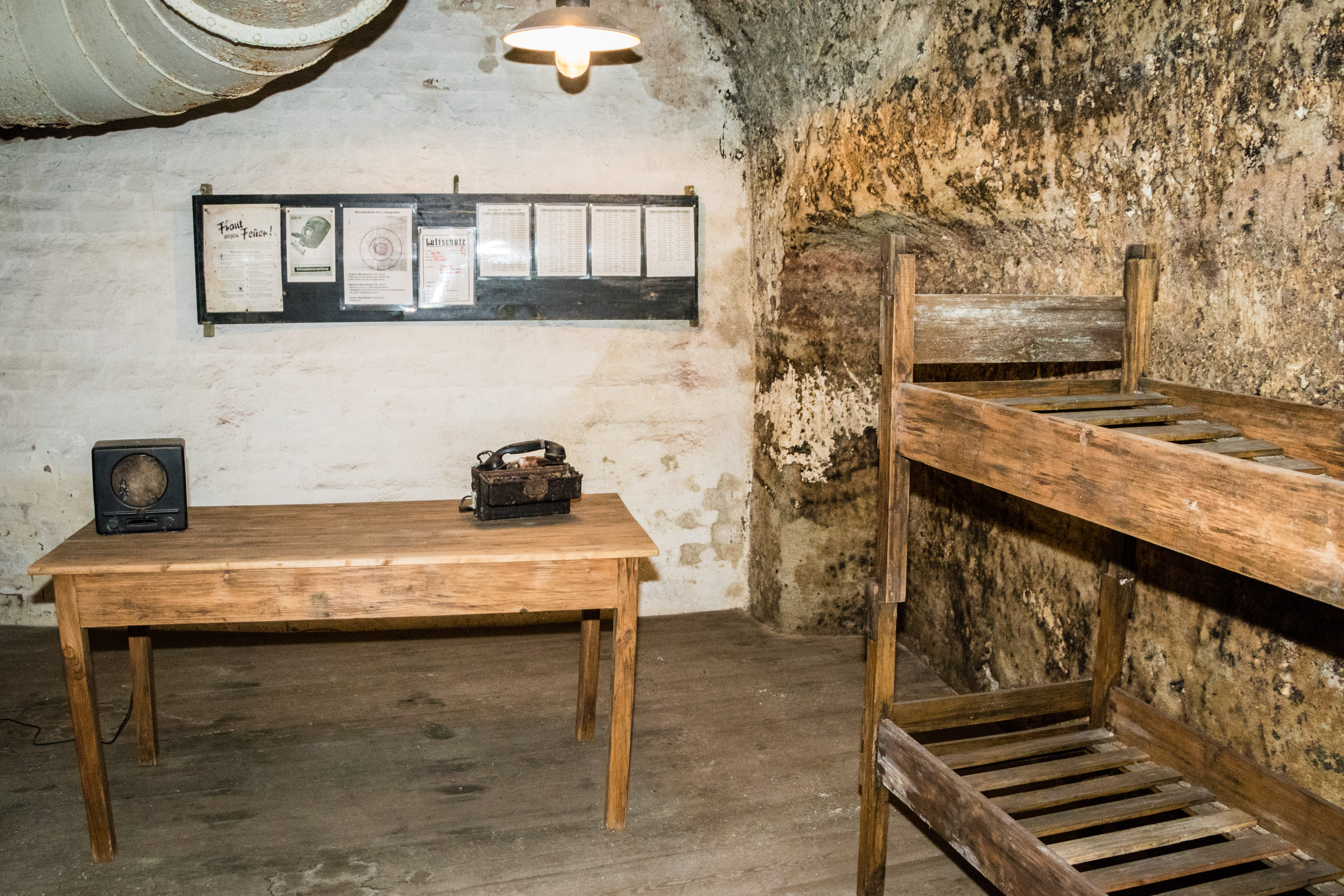
Historischer Kunstbunker, Wachstube

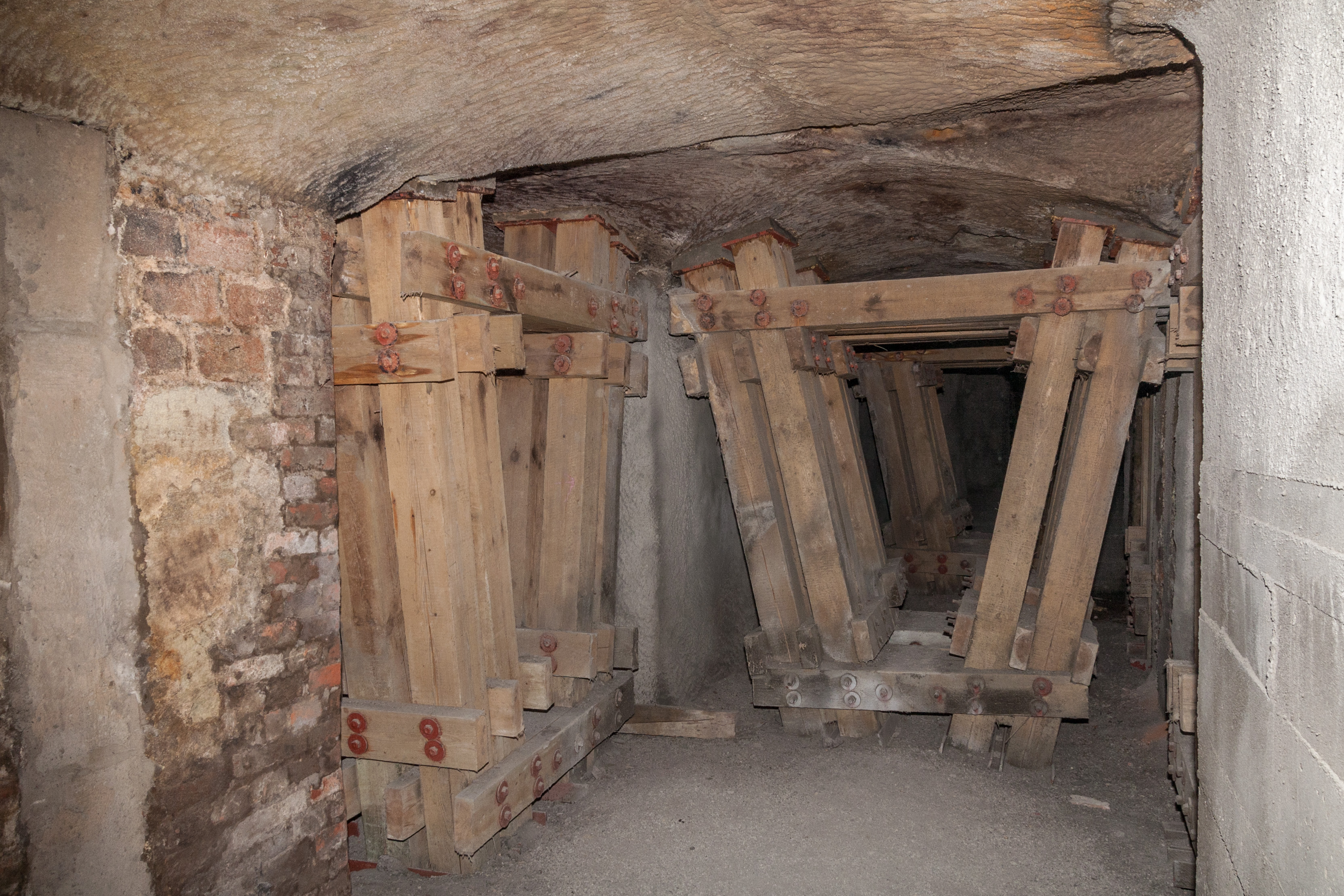
Im Paniersbunker

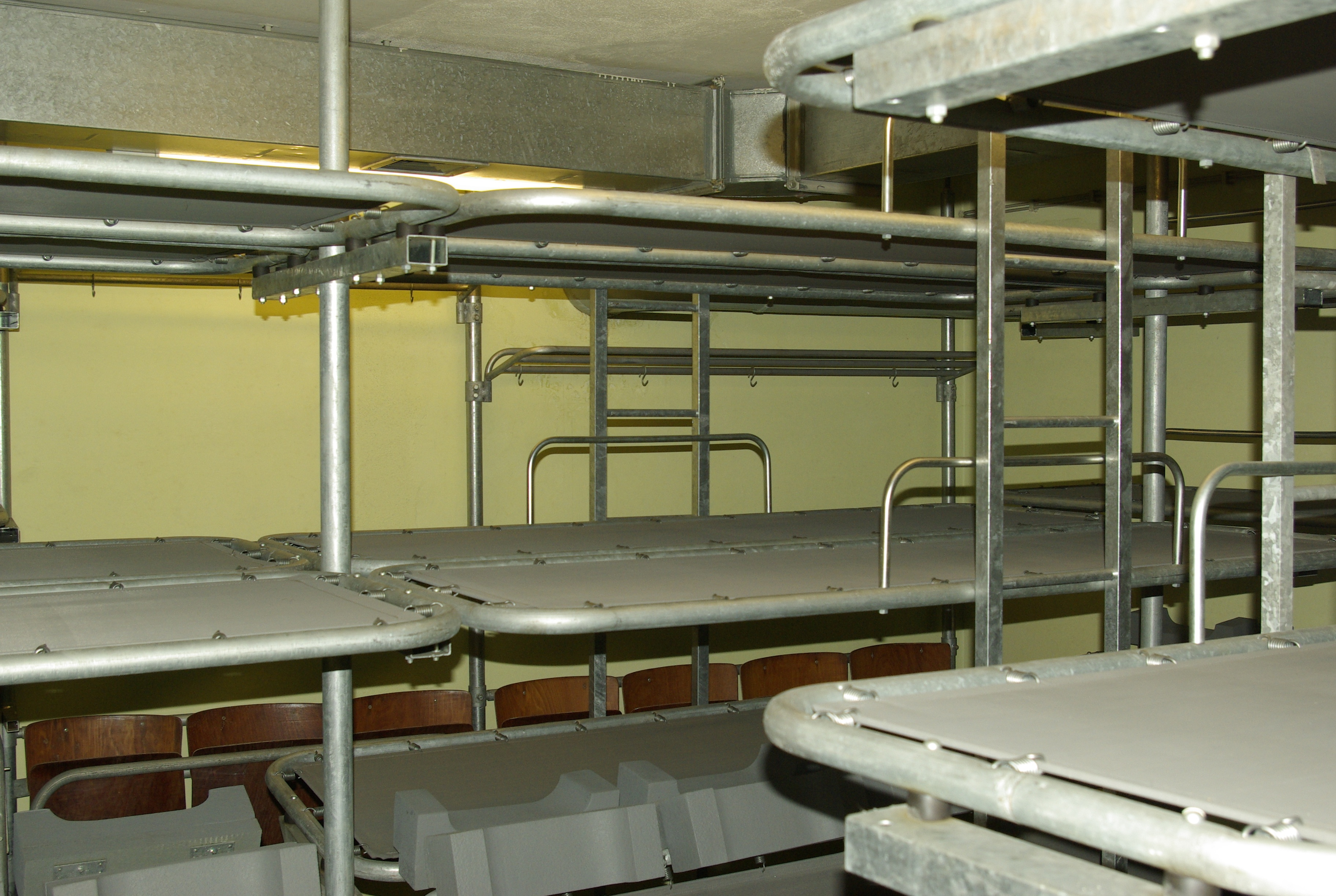
Im Waffenhofbunker

Im Juli 1994 wurde der Förderverein Nürnberger Felsengänge e. V. von Walter Herppich (* 6. Februar 1925; † 6. März 2014) gegründet. Herppich war von 1965 bis zu seiner Pensionierung bei der Stadtverwaltung in Nürnberg im Amt für Katastrophenschutz tätig. In dieser Funktion hatte er bereits mit den weiträumigen Felsengängen, Stollen- und Felsenkellern zu tun. Darüber hinaus befasste er sich in seiner Freizeit mit der Entwicklung und der Geschichte der historischen Felsengänge. Aufgrund seiner Interessen bekam er den Spitznamen, die Kellerassel.
1984 durfte er in einem Teil der im privaten Besitz befindlichen Anlage am Nürnberger Albrecht-Dürer-Platz, in Kooperation mit einer benachbarten Brauerei zunächst einen regelmäßigen Führungsbetrieb aufbauen. Nach dem Besitzerwechsel der Brauerei gründete Herppich mit engagierten Bürgern im Juli 1994 einen gemeinnützigen Verein. Herppich war lange Zeit der 1. Vorsitzende des Vereins. Seine Nachfolger waren Franz Wolff und ist aktuell Ralf Arnold.
Seit 2021 ist der Verein auch unter der Marke Nürnberger Unterwelten präsent.
Der Verein hat ein Büro in der Albrecht-Dürer-Straße 21 in Nürnberg.

## Aktivitäten
Ziel des Vereins ist die Erforschung, die Erweiterung der Kenntnisse sowie die Erhaltung der historischen unterirdischen Anlagen in Nürnberg. Zu seinen ehrenamtlichen Aufgaben gehört dabei die Erschließung dieser Baudenkmäler für die Öffentlichkeit. Der Verein hat derzeit rund 190 Mitglieder und diese sind in verschiedenen Abteilungen aktiv. Etwa 100 Mitglieder sind als ausgebildete Kellerführer oder in der Abteilung Bau & Technik tätig.
Die Mitglieder des Vereins führen durch den Historischen Kunstbunker, Wehr- und Geheimgänge der Bastionen, die Lochwasserleitung, Krebsgassenbunker und dem Bahnhofsbunker und die mittelalterlichen Lochgefängnisse im Keller des Nürnberger Rathauses.
Ergänzend zur Durchführung von öffentlichen Führungen durch die historischen unterirdischen Anlagen, hat sich der Verein zur Aufgabe gemacht, die Erarbeitung und Pflege von Dokumentationen, die Durchführung von Vorträgen und Ausstellungen, eine denkmalpflegerische Instandsetzung und Instandhaltung von Anlagenteilen sowie schriftliche Publikation von Arbeiten und Plänen über heimatkundliche Forschung. Dies erfolgt auch in enger Zusammenarbeit mit anderen Vereinen und öffentlichen Einrichtungen. Durch die angebotenen Führungen wird das touristische Angebot der Stadt Nürnberg entsprechend aufgewertet.  Fremdsprachliche Gäste werden dabei mittels Audioguide informiert.
Überdies bietet der Verein Sonderführungen für Kinder und Schulklassen an. Seit 1997 organisiert der Verein dazu auch Erlebnisführungen speziell für Kinder.
Zusammen mit Altstadtfreunde Nürnberg wurde der Historische Kunstbunker für den Zugang vorbereitet. Am 13. Januar 1996 fand dann dort die erste Führung statt. Heute wird der Kunstbunker zusammen mit den Museen der Stadt Nürnberg betrieben.
In Kooperation mit der Bayerischen Schlösserverwaltung werden die Kasematten und die Lochwasserleitung präsentiert. Zunächst musste für diesen Führungsbetrieb hierfür die Lochwasserleitung von Schlamm befreit und ein neuer Verbindungsstollen als Ausgang zu den Kellern des Altstadthofes geschaffen werden. Nach sieben Jahren der Mühe konnte dann 2002 der Führungsbetrieb auch dort aufgenommen werden.
Aktuell bemüht sich der Verein, den Bahnhofsbunker des Nürnberger Hauptbahnhofes, ein Relikt aus dem Kalten Krieg dauerhaft zugänglich zu machen. 2015 erfolgte zunächst eine Zusage zur Unterstützung durch die Stadt Nürnberg, die jedoch 2018 wegen fehlender finanzieller Mittel wieder zurückgezogen wurde.
Seit 2002 organisiert der Verein zum Gedenken an die Bombardierung und Zerstörung Nürnbergs (2. Januar 1945) jährlich Sonderführungen in sonst nicht öffentlichen ehemaligen Luftschutzanlagen.
2002 und 2003 fanden diese zunächst nur im Historischen Kunstbunker statt. Danach 2004, 2005, 2006, 2010, 2015, und 2019 im Panierskeller, 2007, 2012, 2016 und 2020 im Laufertorkeller, 2008 im Radbrunnen- und Neutorkeller, 2009, 2013 und 2018 im Bahnhofsbunker, 2011 im Tiefbunker Wodanstraße, 2014 im Waffenhof- und dem Färbertorbunker und 2017 im Tucherkeller statt. 2021 fand aufgrund der COVID-19-Pandemie keine Sonderführung statt.
Ergänzend zu den jährlichen Sonderführungen gab in 2015 und 2018 Führungen im Obstmarktbunker und 2009 eine zusätzliche im Bahnhofsbunker.
Seit 2017 veranstaltet der Verein in Zusammenarbeit mit anderen Vereinen und Intuitionen diverse Vorträge zu lokalen historischen Themen Nürnbergs.
Nach den pandemiebedingten Schließungen der Anlagen für öffentliche Führungen, vereinbarte man in der Folge mit dem 1997 gegründeten Verein Berliner Unterwelten eine Kooperationsvereinbarung zur gegenseitigen Ergänzung und Unterstützung. Im Januar 2023 erfolgte im Zuge dessen eine gemeinsame Erforschung bislang unbekannter Bierkeller, Felsengänge und Wasserstollen in Nürnberg. Bei der im Juni 2023 geplanten Berliner Langen Nacht der Unterwelten ist darüber hinaus eine Unterstützung durch Mitglieder des Nürnberger Vereins geplant.

## Publikationen
- 1987 und 2001: Herppich, Walter, Das unterirdische Nürnberg, ISBN 978-3-87191-111-8, ISBN 978-3-87191-301-3.
- 2017: Nürnberg Unterirdisch, Von geheimen Gängen und Felsengewölben, Verlag Nürnberger Presse.
- 2019: 25 Jahre im Untergrund, 1994–2019, 25 Jahre Förderverein Nürnberger Felsengänge e.V.